# Winsum (Het Hogeland)
Winsum (en groningois : Winzum) est un village de la commune néerlandaise de Het Hogeland, situé dans la province de Groningue.

## Géographie
Le village est situé à 12 km au nord de Groningue. 

## Histoire
Winsum est le chef-lieu de la commune homonyme avant le 1er janvier 2019, quand celle-ci fusionne avec Bedum, De Marne et Eemsmond pour former la nouvelle commune de Het Hogeland.

## Démographie
Le 1er janvier 2019, le village comptait 7 395 habitants.